# Jacqueline Auriol
Jacqueline Auriol (Challans, Vendée; 5 de noviembre de 1917- París, 11 de febrero de 2000) fue una aviadora francesa. Fue la primera piloto de pruebas femenina en Francia y consiguió varios récords mundiales de velocidad.

## Biografía
De soltera Jacqueline Douet, Jacqueline Marie-Thérèse Suzanne Douet era hija de un rico constructor naval. Después de cursar estudios secundarios en Nantes, estudió Arte en la École du Louvre en París.
En 1938, se casó con Paul Auriol, hijo de Vincent Auriol (futuro Presidente de la cuarta República de Francia). Durante la Segunda Guerra Mundial, Jacqueline Auriol colaboró con la Resistencia francesa contra la ocupación alemana de Francia.
Como desafío y por gusto por el deporte, Jacqueline Auriol aprendió a volar en un biplano Stampe y obtuvo los diplomas de primer y segundo grado como piloto en 1948. Se decantó por las habilidades acrobáticas y se convirtió en piloto de pruebas.
El 11 de julio de 1949, fue víctima de un terrible accidente en el Sena entre Meulan-en-Yvelines y Les Mureaux, siendo copiloto de un prototipo de hidroavión, un S.C.A.N. 30, construido por la Société de Construction Aéronavale. Durante este vuelo de prueba, el avión voló muy bajo y el casco tocó el agua. De los tres pasajeros que estaban a bordo, Jacqueline Auriol fue quien sufrió heridas de mayor gravedad, con múltiples fracturas craneofaciales que la dejaron desfigurada. Durante dos años pasó por múltiples intervenciones quirúrgicas de reconstrucción. Para ocupar su mente estudió álgebra, trigonometría, aerodinámica y otros temas necesarios para obtener el Certificado Superior de Piloto, título que obtuvo en 1950. En 1951 obtuvo el título estadounidense de Piloto de Helicóptero, realizando la prueba con un Bell 47. Se convirtió en una de las primeras mujeres pilotos de pruebas. 
Fue la primera aviadora de Europa en romper la barrera del sonido, pilotando un MYSTÈRE II, el 15 de agosto de 1953, además de conseguir varios récords mundiales de velocidad.
Fue galardonada en cuatro ocasiones con el Harmon Trophy en reconocimiento por sus hazañas. En cierta ocasión explicó su pasión por volar diciendo: "Me siento tan feliz cuando estoy volando. Quizá es sentimiento de poder, el placer de dominar una máquina tan bonita como un pura sangre. Relacionado con estos placeres básicos hay un sentimiento menos primitivo, el de la misión cumplida. Cada vez que piso un aeródromo, siento con pura emoción que es el lugar al que pertenezco".
La historia de su vida vio la luz en su autobiografía Vivo para Volar (1970), publicada en francés y en inglés.
Jacqueline se divorció de su marido en 1967 y se volvió a casar con él en 1987. Tuvieron dos hijos.  En 1983 se convirtió en miembro fundador de la francesa Académie de l'air et de l'espace.

## Récords
Jacqueline Auriol registró los siguientes récords de velocidad :
- 12 mayo 1951 - Auriol consiguió una velocidad media de 818,18 km/h (508,39 mph), ratificada por la FAI (Fédération Aéronautique Internationale), en Francia, volando en un Vampiro británico, en un circuito cerrado de unos 100 km (62,1 millas) desde Istres (a las afueras de Marsella) hasta Aviñón, ida y vuelta, con lo que arrebató el récord de velocidad mundial femenino a su titular anterior, Jacqueline Cochran de Estados Unidos.
- 21 diciembre 1952 - En un Sud-Est Mistral (un aparato francés desarrollado a partir del Vampiro con un motor Hispano-Suiza Nene), Auriol rompió su propio récord de 1951 en el mismo circuito cerrado francés volando a una media de 885,92 km/h (531,84 mph).
- 31 mayo 1955 - Volando un Mystère IVN, Auriol rompió el registro de velocidad femenino anterior que previamente estaba en manos de Jacqueline Cochrane en unos 15/25 km (9.3/15.5 millas) con un récord ratificado por la FAI de 1.151 km/h (715,2 mph).
- 22 Jun 1962 - A los mandos de un Dassault Mirage IIIC, Auriol consiguió que la FAI ratificara una velocidad media de 1.850,2 km/h (1.149,7 mph) en el circuito cerrado de Istres, con lo que arrebató de nuevo el récord en aquella categoría a Jacqueline Cochran.
- 14 Jun 1963 - En un Dassault Mirage IIIR, Auriol consiguió una velocidad media de 2.038,70 km/h (1.266,79 mph) ratificada por la FAI en el circuito cerrado de Istres.  Fue su último intento de romper el récord de velocidad femenino en el aire para aquella distancia, y rompió el récord que Jacqueline Cochran había logrado para la misma distancia en mayo de 1963.

El 1 de junio de 1964, Cochran rompió el récord de Auriol de junio de 1963, consiguiendo una velocidad media de 2.097,27 km/h (1.303,18 mph) sobre 100 km (62,1 milla), ratificada por la FAI, en circuito cerrado, en un Lockheed F-104G Starfighter.

## Honores
- Fue galardonada con cuatro Harmon_Trophy en 1951, 1952, 1955 y 1956.
- Fue reconocida como Grand officier (agente Magnífico) de la Légion d'honneur.
- Se le concedió la Grand-Croix del Ordre nacional du Mérite en 1997.[6]
- Fue considerada Eagle en 1992.[7]
- El 23 de junio de 2003, Francia emitió un sello de correos de 4,00 € en su honor.[8]